# Новочекинский сельсовет
Новоче́кинский сельсове́т — сельское поселение в Кыштовском районе Новосибирской области.
Административный центр — село Новоложниково.

## География
Территория поселения общей площадью 175,1 км² расположена на расстоянии 608 километров от Новосибирска, в 18 километрах от районного центра Кыштовка и в 176 километрах от ближайшей железнодорожной станции посёлок Чаны, поэтому занимает не очень выгодное положение. Протяжённость поселения с севера на юг составляет 14 километров и с запада на восток — 28 километров.

## История
Новочекинское сельское поселение (сельсовет) образовано в 1926 году.

## Население
| 2002 | 2007 | 2010 | 2012 | 2013 | 2014 | 2015 |
| ---- | ---- | ---- | ---- | ---- | ---- | ---- |
| 451  | ↘366 | ↘259 | ↘247 | ↘239 | ↘234 | ↘221 |
| 2016 | 2017 | 2018 | 2019 | 2020 | 2021 |      |
| ↘214 | ↘210 | ↘201 | ↘191 | ↘188 | ↘175 |      |

По этническому составу население в основном русское.

## Состав сельского поселения
| № | Населённый пункт | Тип населённого пункта       | Население |
| - | ---------------- | ---------------------------- | --------- |
| 1 | Новоложниково    | село, административный центр | ↘133      |
| 2 | Новочекино       | деревня                      | ↘59       |
| 3 | Таволга          | посёлок                      | ↘56       |
| 4 | Ядрышниково      | деревня                      | ↘11       |